# Nezperce
Nezperze je město v Lewiském okresu ve státě Idaho ve Spojených státech amerických. Podle sčítání lidu v roce 2000 zde žilo 523 obyvatel.

## Název
Název města je odvozen od pojmenování místního kmene domorodých amerických indiánů Nez perce. Toto jméno pochází z francouzského nez percé (v překladu „propíchnutý nos“).

## Historie
Nezperce je součástí národní historické cesty, která vede z Wallona Lake v Oregonu do Bear Paw Battlefield blízko Chinook v Montaně. Tato cesta byla přidána do systému kongresu v roce 1986.

## Demografie
Podle sčítání lidu v roce 2000 zde bylo 523 lidí, 197 domácností, 150 rodin bydlících v tomto městě. Hustota obyvatelstva byla 1283,7 lidí na čtvereční míli (492,5/km2).
Rasové složení populace:
- 91,2 % Bílí Američané
- 1,91 % Domorodí Američané
- 1,34 % Afroameričané
- 1,34 % Asijští Američané
- 0,76 % Ostatní rasy
- 3,44 % Lidé ze dvou nebo více ras